# かもめカード
かもめカードとは、ゆりかもめ（旧・東京臨海新交通）が発行していた乗車カードである。
同社は「パスネット」に加盟しており、パスネット加盟各社局で使用できる。仕様はパスネットと同じ。
本カードとは無関係であるが、セゾンカードとアミュプラザ長崎が連携して発行している同名のカード（Kamomeカード）も存在する。

## 概要
- 自動改札機に直接投入して使えるストアードフェアカードであり、乗車券を購入する必要はない。なお、カードを使用して自動券売機で乗車券を購入することや、自動精算機での乗り越し精算もできる。また回数券も購入可能である。
- 将来のJRとの共通化を視野にイオカードと同じシステムを導入したため、磁気面の様子がイオカードとほとんど同じだったが、入場時だけではなく、出場時にも印字した（残額印字はなし）。但しJRはICカード式プリペイド乗車カード（Suica）を開発中であることや、運賃計算上の不都合を理由に、共通化に参加しなかった。
- 当初は自動改札のみでの印字だったが、2000年8月頃から自動券売機、自動精算機、有人改札でも印字され、出場時に残額が印字されるようになった。
- 2000年（平成12年）10月14日に首都圏の私鉄・地下鉄共通のストアードフェアシステム「パスネット」を導入した際に、イオカードベースの他のカードと共に共通化のベースのひとつとなった（導入当初は17社局）。

## 沿革
- 1995年（平成7年）11月1日 - 開業と同時に発売開始。
- 2000年（平成12年）10月14日 - パスネットとして運用開始。
- 2008年（平成20年）
  - 1月10日 - 券売機での発売分を含めてかもめカードの発売が終了。
  - 3月14日 - かもめカードの自動改札機での利用を終了。
- 2014年（平成26年）12月15日 - 自動券売機等における利用を2015年（平成27年）3月31日をもって終了、払い戻しの取り扱いを2018年（平成30年）1月31日をもって終了すると発表（後述）。

## その他
- パスネット導入以前に発行されたカードは、視覚障害者用の切り欠きの形がパスネット標準仕様と異なっているが、現在でもそのままパスネット加盟各社局で使用できる。
- ゆりかもめ各駅の券売機と新橋駅の駅長事務室、新橋駅舎内のサンクス新橋ゆりかもめ店で発売されていた。
  - 新橋駅駅長事務室とサンクス新橋ゆりかもめ店では窓口発売カードとしてオリジナルの図柄のカードが発売されていた。
  - 自動券売機で発売されたカードはレインボーブリッジを背景としたカードの図柄で発売されていた。

## PASMO導入・取扱終了へ
2007年3月18日にパスネットとバス共通カードの導入事業者がJR東日本の「Suica」と相互利用するICカード「PASMO」が導入された。なお、PASMO導入後もしばらくの間はかもめカードが使用可能である。
PASMOの普及に伴い2008年1月10日の終電をもってかもめカードを含むパスネットカードの販売が導入全社局で終了し、2008年3月14日の終電をもってパスネットカードは自動改札機での利用ができなくなった。なお、残額のあるカードは同年3月15日以降無手数料での払い戻しや、PASMOへの残額の移行（初期発売、他事業者発売のカードでも可）を行っているほか、自動券売機での切符の購入や、自動精算機・有人改札での精算には引き続き利用できる。
その後、ご利用状況が減少・PASMOへの普及が進んだことに鑑み、「パスネット」表記の有無に関係なく、かもめカードの券売機等での利用を2015年3月31日をもって終了すると共に、払い戻しの取り扱いを資金決済に関する法律に基づいて2018年1月31日をもって終了することが明らかになった。